# IJsvogel aan de waterkant
IJsvogel aan de waterkant is een olieverfschilderij van de Nederlandse schilder Vincent van Gogh. Het is onbekend wanneer het schilderij is gemaakt, maar het wordt soms gedateerd in 1886. In ieder geval is het schilderij in juli of augustus 1887 in Parijs terechtgekomen bij zijn broer Theo van Gogh.
Na de dood van Theo van Gogh kwam het schilderij terecht bij zijn zoon Vincent Willem van Gogh. Op 10 juli 1962 droeg hij het schilderij als onderdeel van een grotere collectie over aan de Vincent van Gogh Stichting. Aanvankelijk werd het schilderij in bruikleen gegeven aan het Stedelijk Museum Amsterdam, totdat het op 2 juni 1973 terechtkwam in het Van Gogh Museum.
Van Gogh bezat een opgezet exemplaar van een ijsvogel dat mogelijk gebruikt zal zijn voor dit schilderij.
- RKDimages: 52951